# Ribeira de Santa Catarina
A Ribeira de Santa Catarina é um curso de água português localizado na freguesia de Castelo Branco, Concelho de Horta, ilha do Faial, arquipélago dos Açores.
Este curso de água tem origem a uma cota de altitude de cerca de 800 metros nos contrafortes da Serra da Feteira.
A sua bacia hidrográfica, procede assim à drenagem de parte dos contrafortes da Serra da Feteira, mas também do Portal da Pedra, do Cerrado dos Almanços e do Cerrado do Martins.
Depois de receber um afluente cujas águas têm origem a altitudes que rondam os 635 metros segue para o Oceano Atlântico indo desaguar na localidade de Castelo Branco, no local denominado Ponta do Forte, entre o Promontório da Ponta de Castelo Branco e o Porto de Castelo Branco